# NGC 234
NGC 234 je galaksija u zviježđu Ribe.

## Vanjske poveznice
- SEDS: NGC 0234